# Teleangiektazja

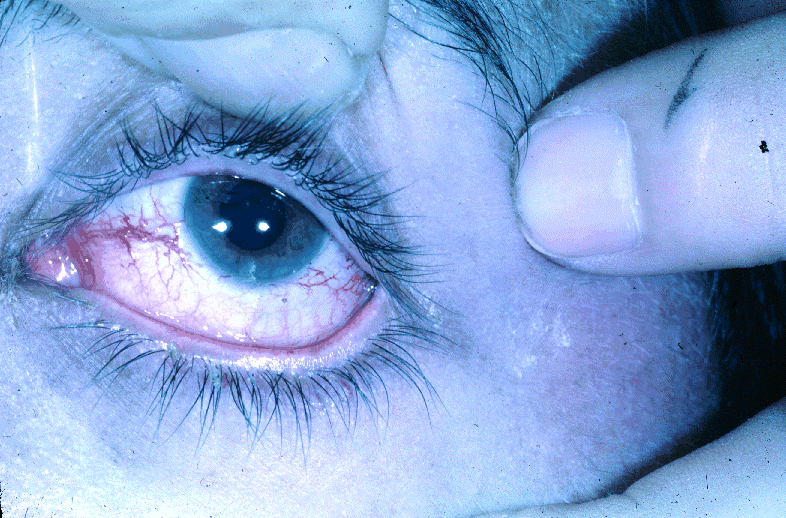
Poszerzone naczynia spojówki u pacjenta z zespołem ataksja - teleangiektazja

Teleangiektazje – objaw polegający na obecności poszerzonych drobnych naczyń krwionośnych. W języku potocznym oznacza „pajączki naczyniowe”.
Termin „teleangiektazje” odnosi się do każdego naczynia (tętniczki, żyłki czy naczynia włosowatego) leżącego bezpośrednio pod skórą i przez nią prześwitującego, przyjmującego barwę czerwonawą (w przypadku unaczynienia tętniczego) lub sinoniebieskawą (w przypadku unaczynienia żylnego).
Występowanie:
- długotrwałe miejscowe stosowanie maści zawierających kortykosterydy (zwłaszcza ich fluorowane pochodne)
- zespół ataksja-teleangiektazja
- zespół Sturge’a-Webera
- choroba Rendu-Oslera-Webera
- ciąża
- przewlekła niewydolność żylna
- marskość wątroby
- zespół CREST.
- rakowiak

Przeczytaj ostrzeżenie dotyczące informacji medycznych i pokrewnych zamieszczonych w Wikipedii.